# Leonid Ivanov
Pour les articles homonymes, voir Ivanov.
Leonid Ivanov né à Saint-Pétersbourg le 28 février 1944 et mort le 10 juin 2010, est un basketteur russe.

## Biographie
De 1961 à 1965, il joue pour le club du Petrel Leningrad. De 1966 à 1975, pour le Spartak Leningrad.
Il fait ses débuts dans l'équipe d'URSS à 19 ans lors du championnat du monde 1963 de Rio de Janeiro. Pendant le match contre l'équipe des États-Unis, il marque le point décisif qui permet à son équipe d'obtenir la médaille de bronze. 
À partir de 1977, il travaille en tant qu'entraîneur de l'équipe masculine de l'usine «Светлана»[Quoi ?] à Saint-Pétersbourg.
Leonid meurt d'une maladie le 19 juin 2010. Il est enterré au cimetière du Nord de Saint-Pétersbourg.

## Palmarès
- Bronze au championnat du monde 1963
- Champion URSS 1975, argent aux championnats de l'URSS de 1970-74, bronze en 1969.
- Champion (1970) et vice-champion (1965) des "Универсиад"[Quoi ?].

## Distinction
Il a reçu la récompense "Заслуженный мастер спорта"[Quoi ?].